# ویکاس بهالا
ویکاس بهالا (به انگلیسی: Vikas Bhalla) (زاده ۲۴ اکتبر ۱۹۷۲) بازیگر هندی است.
از فیلم‌هایی که وی در آن نقش داشته‌است می‌توان به جی هو، ماریگولد، شانس رقص، طاقت، عشق واقعی، ناگفته‌ها و دریچه دل اشاره کرد.